# Symplocos nitens
Symplocos nitens är en tvåhjärtbladig växtart som först beskrevs av Johann Baptist Emanuel Pohl, och fick sitt nu gällande namn av George Bentham. Symplocos nitens ingår i släktet Symplocos och familjen Symplocaceae. Utöver nominatformen finns också underarten S. n. bahiensis.